# Tiago Violas
Tiago Jorge da Silva Violas (ur. 27 marca 1989) – portugalski siatkarz, grający na pozycji rozgrywającego, reprezentant Portugalii. W reprezentacji Portugalii wystąpił 136 razy.

## Sukcesy klubowe
Superpuchar Portugalii:
- 2010, 2016, 2018, 2019, 2020, 2021, 2023[2]

Liga polska:
- 2013

Liga portugalska:
- 2016, 2017, 2019, 2021, 2022[3], 2023[4], 2024[5]
- 2015, 2018, 2025[6]
- 2011

Puchar Portugalii:
- 2018, 2019, 2022[7], 2023[8], 2025[9]